# Stellina
Stellina (właśc. Estrellita mía) – argentyńska telenowela z 1987 roku w reżyserii Diany Álvarez. Role głównych bohaterów zagrali Andrea del Boca i Ricardo Darín.

## Informacje ogólne
Telenowela powstała w oparciu o słuchowisko radiowe El ángel perverso napisane przez Delię Fiallo, które zostało już wcześniej kilkukrotnie zaadaptowane przez wenezuelską i argentyńską telewizję. Serial wyreżyserowała Diana Álvarez, a w rolach głównych wystąpili Andrea del Boca i Ricardo Darín. Estrellita mía (pol. Moja gwiazdeczka) zadebiutowała w marcu 1987 na argentyńskim kanale Telefe i była emitowana do października przez 160 odcinków. Jako temat przewodni serialu wykorzystana została piosenka „Necesito creer otra vez” (pol. „Muszę uwierzyć jeszcze raz”), którą wykonuje del Boca. Trafiła ona później na jej album Con amor. Diana Álvarez oraz sama telenowela zostały nominowane do nagrody Martín Fierro w kategoriach „najlepszy reżyser” i „najlepszy serial telewizyjny”.
W latach 1991–1992 serial emitowany był we Włoszech na kanale Rete 4 pod tytułem Stellina (pol. Gwiazdeczka), z włoskim dubbingiem, zmienionymi imionami postaci oraz nowym motywem muzycznym, utworem „La mia stella” (pol. „Moja gwiazda”), który wykonywał Andrea Monteforte. To właśnie wersja włoska emitowana była w polskiej telewizji, debiutując na kanale Polonia 1 wiosną 1996 roku. Telenowela cieszyła się popularnością i została powtórzona w roku 1998, a następnie m.in. na antenie Tele 5 w 2006, ponownie Polonia 1 w 2014, a także Novela TV w 2019 roku.
W 1998 roku powstał peruwiański remake telenoweli, zatytułowany Luz María, z innymi aktorami, osadzony w kostiumowej scenerii.

## Opis fabuły
Stellina jest młodą dziewczyną z prowincji, wychowywaną przez biedną matkę, Rosę. Gdy matkę dosięga ciężka choroba, obie wyjeżdżają do Buenos Aires, aby znaleźć lekarza. Tam znajdują dach nad głową u przyjaciółki Rosy, Teresy, której syn, Sergio, zakochuje się w Stellinie. Rosa umiera, ale przed śmiercią każe bogatemu Daniele, pracodawcy Teresy, zaopiekować się Stelliną, która w rzeczywistości jest ich nieślubną córką. On zatrudnia ją jako służącą, chcąc uniknąć skandalu. Żoną Mendozy jest egoistyczna i wybuchowa Marcella. Mendozowie mają córkę Alessandrę, która udaje kalectwo, żeby zatrzymać przy sobie swojego męża, Gianlucę. Zarówno Marcella jak i Alessandra są wrogo nastawione do Stelliny i nieustannie ją upokarzają. Gianluca i Stellina zakochują się w sobie, a w końcu dziewczyna zachodzi w ciążę. By uniknąć kontrowersji, za oficjalnego ojca dziecka podany jest Sergio. Stellina postanawia też pójść na kompromis i poślubić chłopaka, jednak ostatecznie wycofuje się. Sergio przypadkowo odkrywa, że Alessandra udaje kalectwo. Udając jej sojusznika, angażuje ją w sytuację, w której jej kłamstwo zostaje zdemaskowane przy innych domownikach. W międzyczasie wychodzi też na jaw, że Stellina to córka Daniele, a prawdziwym ojcem Alessandry okazuje się nie Daniele, lecz adwokat Alvaro. Nienawistna Alessandra próbuje zabić Stellinę, jednak spada ze schodów i łamie nogi; w efekcie naprawdę staje się niepełnosprawna. Stellina i Gianluca pobierają się, a po śmierci Daniele Stellina dostaje wszystkie jego dobra w spadku. Stellina rodzi dziewczynkę, Marię Rosę.
Alessandra decyduje się opuścić Buenos Aires z rodzicami i prosi Gianlucę by odwiózł ją na lotnisko. W zemście kobieta chwyta za kierownicę i powoduje wypadek, w którym sama ginie, a Gianluca traci pamięć. Mężczyzna trafia do szpitala, w którym pracuje Mirella, jego niegdysiejsza kochanka, która wciąż czuje do niego uczucie. Zdawszy sobie sprawę, że Gianluca cierpi na amnezję, podstępna lekarka wywozi go do USA na operację i wykorzystując naiwność babci Stelliny, uprowadza także dziecko. Tam Mirella przedstawia Gianluce fałszywą historię jego życia, z której całkowicie wymazuje Stellinę. Przebiegła kobieta pali za sobą wszelkie mosty, a kiedy Gianluca chce za wszelką cenę wrócić do Buenos Aires, umieszcza go na kilka lat w szpitalu psychiatrycznym. Stellina natomiast znajduje się w domu rodziny Aldama, gdzie pomaga niewidomemu chłopakowi o imieniu Michelangelo odbudować się psychicznie, a jego ojca, Maurizio, ratuje od popadnięcia w całkowity alkoholizm. Motywuje go także do pracy nad nową techniką chirurgiczną, która mogłaby przywrócić wzrok jemu synowi. Operacja kończy się sukcesem, a Michelangelo może ponownie widzieć i rozwija karierę malarską.
Po kilku latach Gianluca wychodzi ze szpitala i wraca do Buenos Aires ze swoją córką i Mirellą. Szukająca pracy Stellina zbiegiem okoliczności trafia do ich domu. Gianluca nie rozpoznaje jej, a Mirella okłamuje ją, że po ujawnieniu prawdy mężczyzna wskutek szoku straci rozum. Szantażowana przez Mirellę, Stellina postanawia pracować tam z Teresą tylko jako pomoce domowe, nie wyjawiając tożsamości. Stellina stara się spędzać czas z córką, jednak Mirella używa intryg by nastawić dziewczynkę przeciwko matce. Kiedy między Stelliną a Gianlucą ponownie nawiązuje się uczucie, Mirella decyduje się symulować problemy zdrowotne po to, by mężczyzna z litości został z nią. W końcu jednak kłamstwo wychodzi na jaw, a Gianluca postanawia opuścić Mirellę dla Stelliny. Zazdrosna kobieta postanawia ją zabić, dodając truciznę do jej napoju, jednak przypadkowo wypija go Maria Rosa. Dziecko zapada w śpiączkę, jednak z pomocą przychodzi doktor Maurizio i udaje się ją uratować. Pokojówka Marta, dotąd wierna Mirelli, ze strachu decyduje się ją zdemaskować i wszystko kończy się klęską lekarki. Maurizio ujawnia Gianluce całą prawdę na temat jego przeszłości i mężczyzna stopniowo odzyskuje pamięć. Stellina przedstawia prawdę swojej córce, a w finale cała rodzina wyjeżdża na swoją wiejską posiadłość.

## Obsada
| - Andrea del Boca jako Estrellita - Ricardo Darín jako Juan José "Juanjo" - Marisel Antonione jako Angelina - Héctor Gióvine jako Miguel - Alicia Aller jako Graciela - Pepe Novoa jako Álvaro - Tina Serrano jako Fefa - Virginia Ameztoy jako Mirta - Nelly Fontán jako Modesta - Hugo Cosiansi jako Sergio - Marina Skell jako Mirella - Niní Gambier jako María - Aldo Barbero jako Alejandro - Natacha Nohani jako Cristina - Osvaldo Laport jako Miguel Ángel - Gloria Carrá jako Liliana "Lily" - Andrea Bonelli jako Katy - Delfy de Ortega jako Marta - Marta Betoldi jako Milena - Eduardo Blanco jako Massimo - Antonio Caride jako Enrico | - Sonia Mazza jako Stellina - Donato Sbodio jako Gianluca - Rosalba Bongiovanni jako Alessandra - Mario Zucca jako Daniele - Flavia Fantozzi jako Marcella - Eligio Irato jako Alvaro - Vittoria Lottero jako Teresa - Luigi Rosa jako Sergio |